# マーガレット・アン・ネーヴ
マーガレット・アン・ネーヴ（Margaret Ann Neve、1792年5月18日 - 1903年4月4日）は、イギリス王室属領ガーンジー島セント・ピーター・ポート出身の女性。旧姓ハーヴェイ。

## 生涯
1792年5月18日、マーガレット・アン・ハーヴェイとして、セント・ピーター・ポートで生まれる。子供のころに階段から転げ落ちたことで3日間脳震盪となったが、生還した。また、フランス革命がガーンジーに与えた影響を記憶していた。
ブリストルで教育を受け、文学や詩に興味を持つようになった。特に、フランス革命戦争時の将軍であるシャルル・フランソワ・デュムリエの著作『スピリチュアル』 (la spirituelle) を読みふけっていた。
1823年、イングランドでジョン・ネーヴと結婚して改姓したが、死別後の1849年にガーンジーに戻った。以降は妹とともに旅行を楽しみ、1872年の最後の旅行では、当時はオーストリア＝ハンガリー帝国領で現在ポーランド領のクラカウに旅行した。
1903年4月4日、110歳321日で死去。111歳の誕生日のおよそ1ヶ月半前であった。この記録は1925年にルイーザ・ティエールに更新されるまで史上最高齢の記録だった。